# Skandinavien

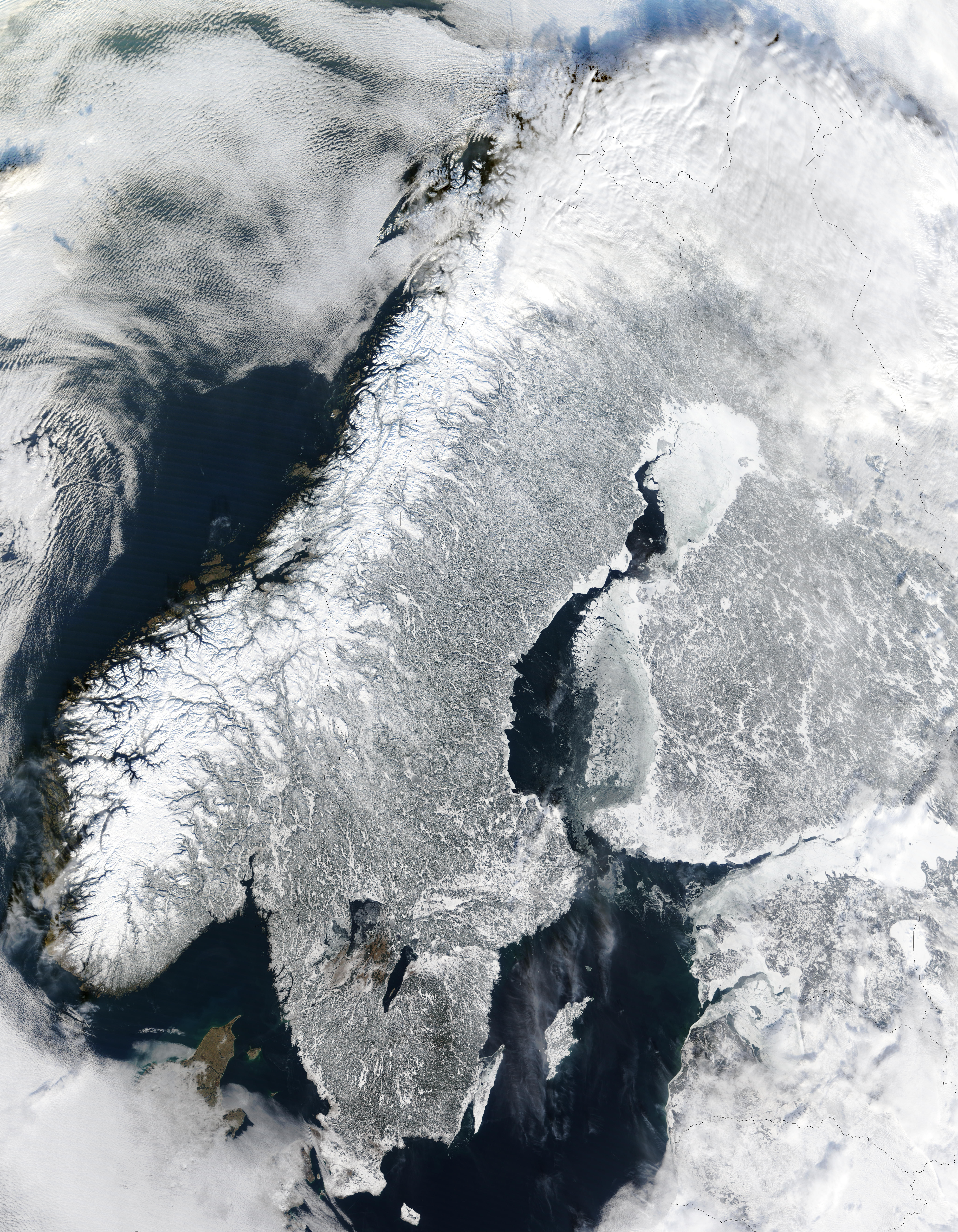
Skandinavien im Winter, Satellitenbild vom Februar 2003

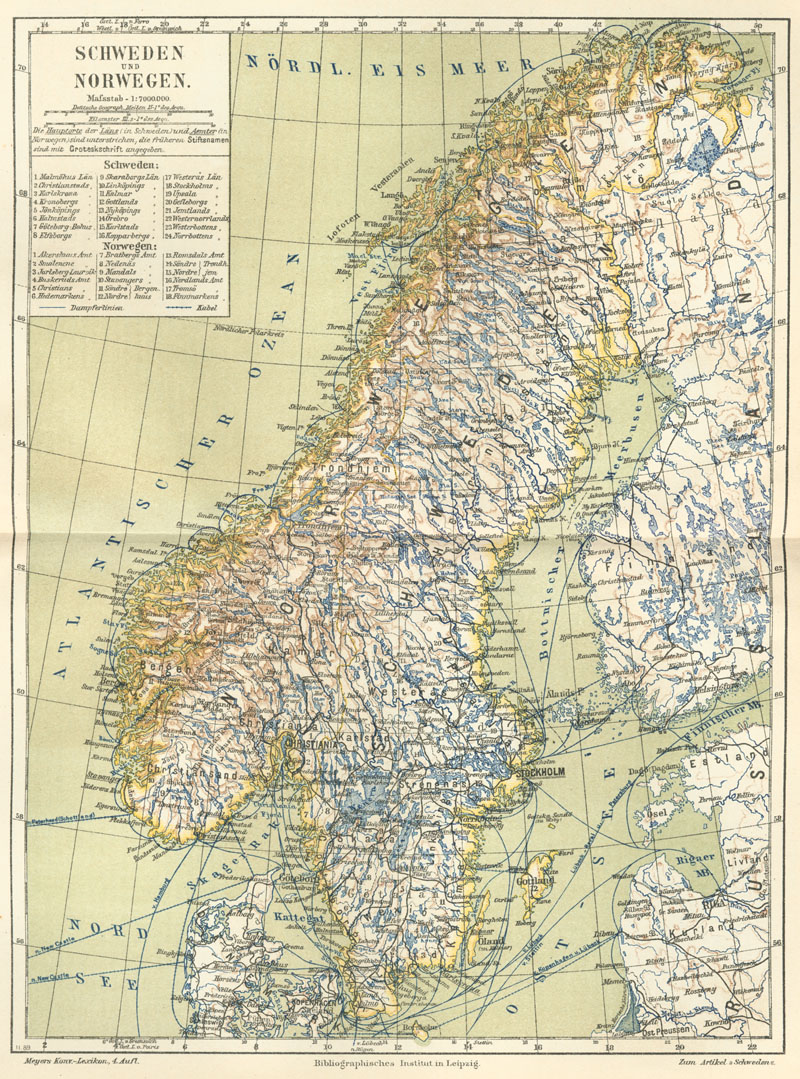
Schweden und Norwegen um 1888

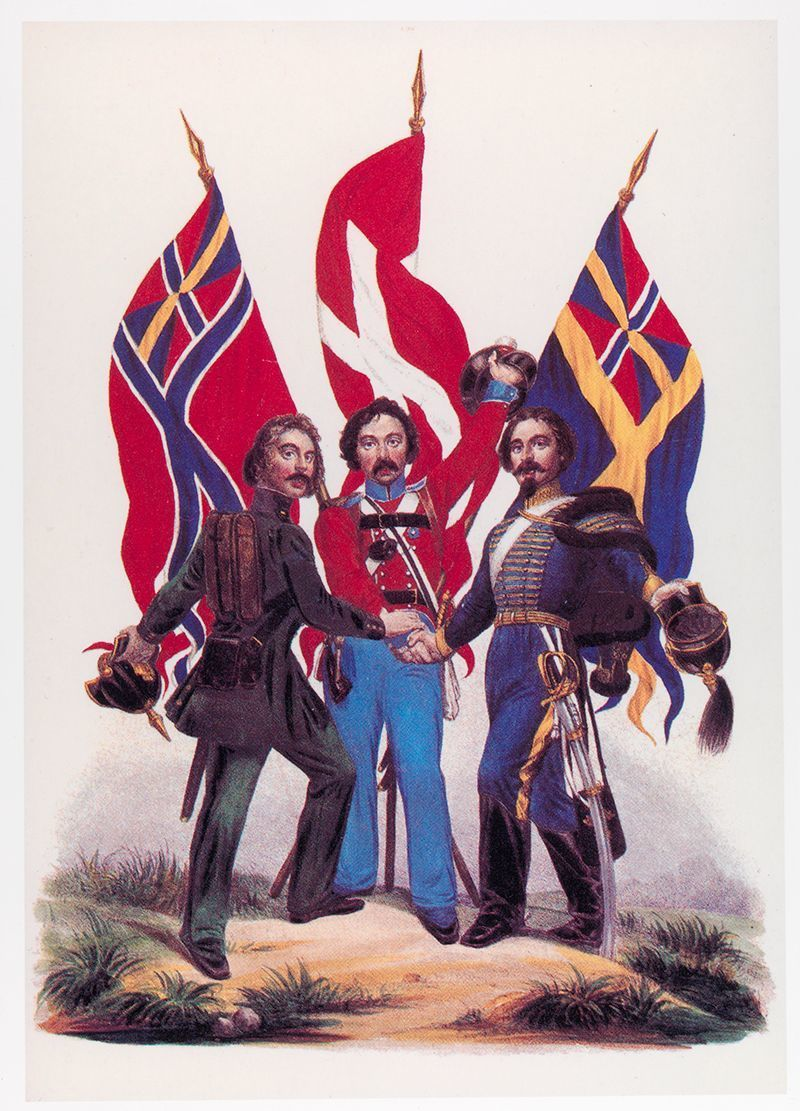
Skandinavismus

Skandinavien (norwegisch Skandinavia, dänisch und schwedisch Skandinavien) ist ein Teil Nordeuropas. Je nach Definitionsweise umfasst er unterschiedliche Länder, darunter in jedem Fall Norwegen und Schweden auf der Skandinavischen Halbinsel, daneben im Regelfall auch Dänemark und bisweilen auch Finnland oder Island.

## Definitionen
Im geographischen Sinn entspricht Skandinavien der Skandinavischen Halbinsel, auf der sich die Staaten Norwegen und Schweden sowie der Nordwesten Finnlands befinden. Aus geschichtlicher Sicht und in sprachlich-kultureller Hinsicht setzt sich Skandinavien im engeren Sinne aus Schweden, Norwegen und Dänemark zusammen. In diesem Gebiet ist der nordgermanische Sprachzweig entstanden. Im weiteren Sinn werden aber auch ganz Finnland (Fennoskandien) und seltener Island und die Färöer zu Skandinavien gezählt, d. h. die Nordischen Länder als Ganzes.
Aus geologischer Sicht ist die Skandinavische Halbinsel ein Teil Fennoskandinaviens, zusammen mit der Halbinsel Kola sowie den Landmassen von Karelien und dem restlichen Finnland.

## Topographie und Geodäsie
Die skandinavische Halbinsel war während der letzten Kaltzeit von Eis bedeckt. Der Druck und die Bewegung der Eismassen hat die Landschaft in vielen Teilen wesentlich mitgestaltet. Ein auch heute noch wichtiger Faktor ist die postglaziale Landhebung. Das Abschmelzen der Eismassen, die die Erdkruste niedergedrückt hatten, hat seit der letzten Eiszeit (ungefähr 10.000 v. Chr.) zu einer Landhebung von 800 m geführt. Heutzutage beträgt die Landhebung, die von der geographischen Breite abhängt, in Nordskandinavien 10 bis 11 mm jährlich. Auf der Höhe von Stockholm liegt sie bei 4 mm, in Schonen bei null.
An den Flachküsten macht sich das Auftauchen ehemaligen Meeresbodens besonders deutlich bemerkbar: Ältere Strand- oder Fischerhütten, Bootsstege usw. liegen manchmal schon weit landeinwärts. Auch Fragen der Besitzverhältnisse sind damit verbunden.
In der Geodäsie haben diese und andere ozeanografische Phänomene viel zur Entwicklung der Erdmessung beigetragen. So geht die Lehre der Isostasie auf fennoskandische Geodäten und Geophysiker zurück, die Besonderheiten der Ostsee haben die Kooperation mehrerer Geowissenschaften angeregt, und der Ostseering stellt das erste wirklich internationale Vermessungsnetz dar.

## Wortherkunft
Der mittellateinische Name Scandinavia, der sich in den modernen Sprachen durchgesetzt hat, ist nicht ursprünglich, sondern wahrscheinlich eine Mischung aus den älteren Namen Scadinavia einerseits und Scandia andrerseits.
Scadinavia oder Scatinavia findet sich zuerst in den Schriften von Plinius dem Älteren (um 50 n. Chr.). Eine altgermanische, von der lateinischen unabhängige Entsprechung ist Scedenīg im altenglischen Beowulf-Epos (um 700). Auf der Grundlage dieser beiden Überlieferungen kann man ein urgermanisches *Skaðinaujō erschließen. Es handelt sich dabei um eine Zusammensetzung, in deren Zweitglied germanisch *awī / *aujō ‚Land am Wasser, Halbinsel, Insel‘ (vgl. Aue) steckt. Über die Bedeutung des Erstglieds besteht keine Einigkeit. Vorgeschlagen wurden unter anderem ein Zusammenhang mit dem Göttinnennamen Skaði (als schädigendes, dämonisches Wesen, mit Bezug auf den Nordwestwind), mit dem Gattungswort skaði ‚Schaden‘ (mit Bezug auf für die Schifffahrt gefährliche Meeresverhältnisse), mit dem gotischen Gattungswort skadus ‚Schatten‘ (im Sinne von nordwärts gelegene Insel oder Insel des Dunkels, des Nebels) sowie mit germanisch *skað- ‚Hering‘ (im Sinne von Heringsaue).
Scandia findet sich ebenfalls schon bei Plinius und bezeichnet dort eine nicht näher eruierbare Insel jenseits Britanniens. Bei Ptolemäus (um 150) sind die Scandiai vier Inseln, bei Jordanes (um 550) steht Scandza schon deutlich für Skandinavien. Das sprachliche Verhältnis zwischen den Namen Scadinavia und Scandia ist ungeklärt.
Der Name der zuerst dänischen und dann schwedischen Landschaft Schonen (Skåne) wird auf die gleiche Wurzel wie lateinisch Scadinavia bzw. altenglisch Scedenīg zurückgeführt, wobei die lautlichen Verhältnisse, die zur heutigen Form geführt haben, im Einzelnen unsicher sind. Überliefert ist er erstmals als de Sconaowe im Jahr 811.
Ursprünglich dürfte sich Scadinavia jedenfalls auf den südlichsten Teil der skandinavischen Halbinsel bezogen haben.

## Geschichte

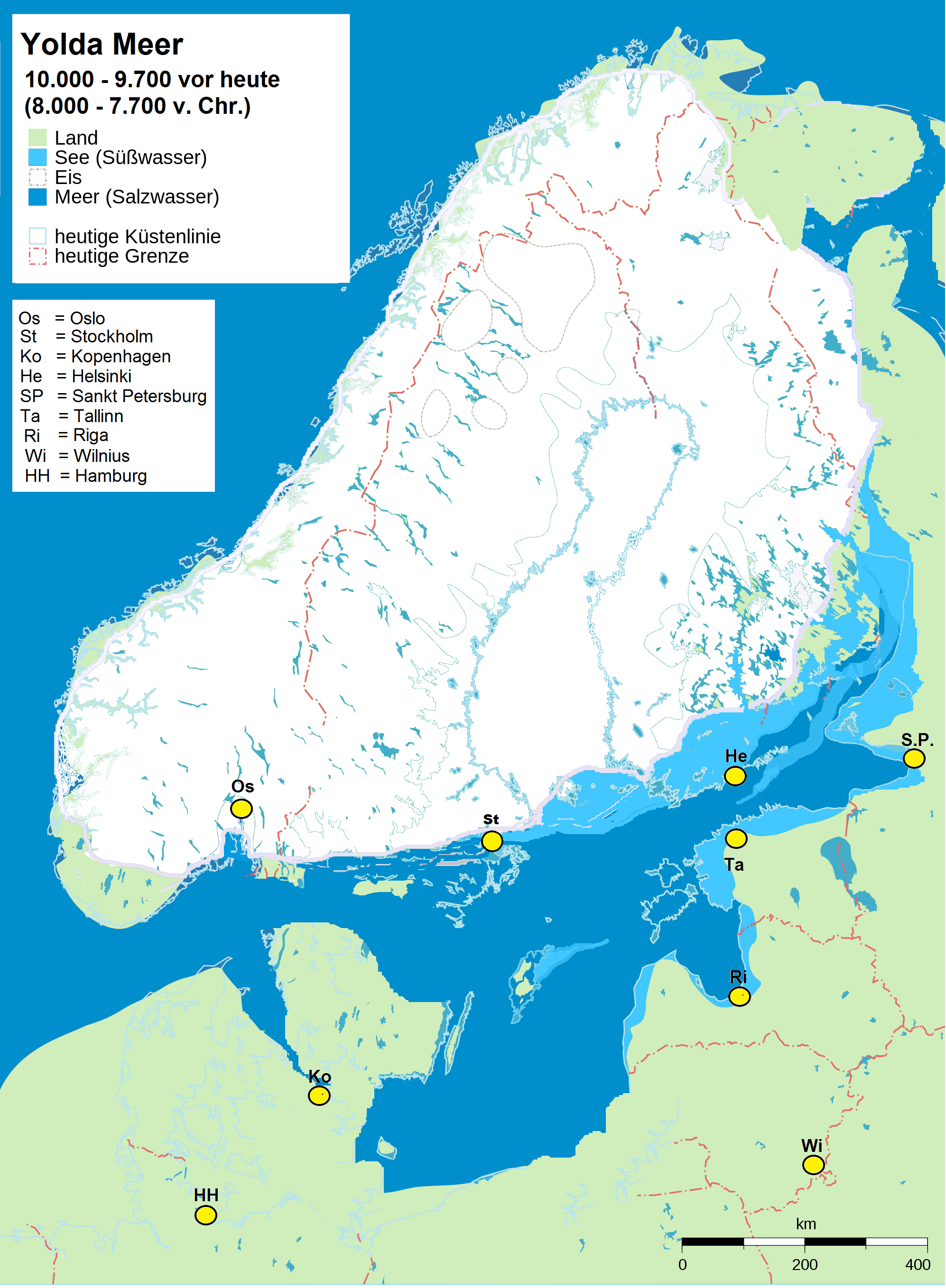
Das Yoldiameer nach dem Durchbruch zur Nordsee vor etwa 10.000 Jahren

Die ältere Geschichte Skandinaviens ist durch die Einwanderung zweier mesolithischer Jäger- und Sammlerpopulationen geprägt. Die erste Gruppe stammt aus der Ahrensburger Kultur und überquerte Jütland und die dänischen Inseln. Um 9.600 v. Chr. ist die erste Siedlung in Schonen nachweisbar. Man hat jedoch verschiedene ältere saisonale Lagerplätze gefunden, die zeigen, dass Sammler und Jäger schon kurz nach dem Ende der Eiszeit begannen, auf dänischen Inseln zu jagen. Zu diesem Zeitpunkt dürfte es noch eine Landbrücke zwischen Jütland und Schonen gegeben haben, da das glaziale Schmelzwasser weiter nördlich über den Vänersee in die Nordsee floss. Diskutiert wird, ob die Besiedlung per Boot erfolgte. Nachweisbar ist eine Besiedlung der schwedischen Küste in Schonen, bis schließlich auch die norwegische Küste eine Besiedlung zuließ. Die zweite große Einwanderung kam über Estland, Karelien und Finnland etwa 1000 Jahre später und wird auf ca. 8000 v. Chr. datiert. Zu dieser Zeit wandelte sich der Baltische Eisstausee in das Yoldia-Meer, und es entstand nach und nach der Finnische Meerbusen. Rund 4000 Jahre lebte diese skandinavische Urpopulation, die recht schnell auch den Norden erreichte, isoliert vom Rest Europas. Währenddessen verwandelte sich die Ostsee zum Ancylussee und schließlich zum Littorinameer. Es ist unklar, inwieweit diese massiven Umweltveränderungen Einfluss auf die Besiedlung Skandinaviens hatten.
Erst um etwa 3500 v. Chr. erreichte mit den Trichterbechern auch die Landwirtschaft Skandinavien, deren nördlichste Position auf der Insel Aland gefunden wurde. Damit einher geht der Fund einer Pestinfektion, die dem Urstamm der Pest bisher am nächsten steht und eine Folge der Einwanderung war. Kurz darauf folgten ihnen Schnurkeramiker und schließlich auch Glockenbecher, die auf das südliche Skandinavien und den äußersten Westen Finnlands beschränkt blieben. Ein Ostsee-Handelsnetz zwischen Estland, Karelien, Finnland und Schweden entstand ebenfalls zu dieser Zeit und zeigt, dass auch in der östlichen See ähnliche Handelsnetze wuchsen, die mit dem westlichen Handelsnetz der Schnurkeramiker in Kontakt stand. Kujawien dürfte hier als Kontakt-Gruppe eine wichtige Rolle gespielt haben.
Lamnidis et al. (2018) weisen auf eine weitere Einwanderungswelle um 2000–1500 v. Chr. aus dem Gebiet der Taimyrhalbinsel, die eng mit den Samen (Volk) verbunden ist. Die Nganasanen weisen hierzu die engsten Verbindungen auf und sind mit der Asbestos-Ware in Finnland und Karelien assoziiert. Sie zeigen auch, dass die Samen einst viel weiter südlich lebten und stimmen mit dem Auftreten der Rentierzucht überein. Rund 50 % der Finnen weisen genetische Spuren dieser Einwanderung auf und belegen eine gewisse Kontinuität im östlichen Skandinavien.
Die jüngere historische Geschichte Skandinaviens ist vielfältig und durch verschiedene Phasen des Mit- und Gegeneinanders geprägt, letztere führte zum Scheitern des Skandinavischen Verteidigungsbündnisses nach dem Zweiten Weltkrieg. Die starke Tradition der nationalen Geschichtsschreibung des 19. und 20. Jahrhunderts wurde zunehmend durch alternative Betrachtungsweisen ergänzt. Trotzdem dominiert die nationalstaatliche Perspektive.
Über 500 Jahre bestand quasi eine Gemeinsamkeit im außenpolitischen Bereich, als vom Überfall des dänischen Kleinkönigs Chlochilaicus auf Gallien (517) bis zum unglücklichen Zug Harald Hardrades gegen England 1066 die Wikinger ihre Raub- und Kriegszüge auf alle europäischen Küstengebiete, aber auch bis tief nach Russland ausdehnten. Eine andere Gemeinsamkeit stellt lange Zeit die Ablehnung des Christentums dar in Zeiten, als es im westlichen Europa schon Jahrhunderte verbreitet war. In Skandinavien setzte sich das Christentum in der Mitte und am Ende des 10. Jahrhunderts durch. Außerdem ist die große Bedeutung der Jarle, die zunächst nur Anführer von Beutezügen waren, als solche aber sehr reich und mächtig wurden, für diese Zeit charakteristisch. Deshalb entwickelte sich das Lehnswesen in Skandinavien deutlich langsamer als in Kerneuropa, und die Leibeigenschaft setzte sich nicht vollständig durch.
Neben diesen allgemeinen Gemeinsamkeiten gab es aber auch Zeiten, in denen mehrere der skandinavischen Länder unter einer Herrschaft vereinigt waren, so waren schon unter Knut dem Großen von 1028 bis 1035 Dänemark, Norwegen und (lockerer) Schweden sowie auch England in einem Nordseereich vereinigt. Dänemark und Norwegen standen bald darauf von 1042 bis 1046 unter der gemeinsamen Herrschaft Magnus des Guten. Doch die Hauptzeit der gemeinsamen politischen Entwicklung liegt in der Kalmarer Union, der die Länder Dänemark, Norwegen und Schweden von 1397 bis 1523 in Personalunion verbunden waren. In dieser Zeit verlor Norwegen deutlich an politischer Selbständigkeit, so dass nach dem Ausscheiden Schwedens aus der Kalmarer Union mit der dänisch-norwegischen Personalunion bis 1814 praktisch eine dänische Vorherrschaft bestand, die 1814 von der schwedisch-norwegischen Union abgelöst wurde, die bis 1905 andauerte.
Finnland gehörte seit der schwedischen Eroberung durch König Erik IX. 1154 bis zum Verlust an Russland im Vertrag von Fredrikshamn 1809 zu Schweden.
Mit dem Beitritt Finnlands und Schwedens zur NATO in den Jahren 2023 und 2024 sind alle Skandinavischen Länder erstmals seit dem 16. Jahrhundert wieder Teil eines (und desselben) Militärbündnisses.

## Sprachen
Skandinavien wird vor allem als kulturelle und sprachliche Einheit beschrieben und zeichnet sich durch das nordgermanische Dialektkontinuum aus. In den drei nahe verwandten Standardsprachen, Dänisch, Norwegisch und Schwedisch ist eine gegenseitige Verständigung zwischen geübten Sprechern möglich. Zu den nordgermanischen Sprachen gehören daneben auch Färöisch und Isländisch, die aber von den drei erstgenannten bereits so stark abweichen, dass eine Verständigung nicht mehr leicht möglich ist. Das Finnische sowie die samischen Sprachen gehören zur bereits erwähnten uralischen Sprachfamilie.

## Skandinavische Flaggen
Bekannt für die skandinavischen Länder sind die an den Dannebrog angelehnten Kreuzflaggen, die jeder heutige Staat Skandinaviens führt. Auch skandinavische Provinzen und andere Regionen haben Kreuzflaggen (zum Beispiel Schonen, Småland und Åland).
 Island ·  Norwegen ·  Dänemark ·  Schweden ·  Finnland